# Shadow of Rome
Shadow of Rome (シャドウオブローマ?, Shadō obu Rōma) è un videogioco per Sony PlayStation 2 sviluppato e pubblicato da Capcom nel 2005. È un ibrido tra un videogioco d'azione ed un videogioco stealth ambientato ai tempi dell'impero romano e più precisamente sotto la dinastia giulio-claudia.

## Trama
(Narrazione introduttiva)
Roma, I secolo a.C. L'esercito romano, sotto il comando del centurione Agrippa, sta combattendo le tribù germaniche nelle province nordorientali. A Roma, intanto, Giulio Cesare viene accoltellato davanti al Senato; mentre muore, rivolto all'assassino, domanda "Et tu, Brute?". Durante il funerale dell'Imperatore, Cicerone rivela pubblicamente che l'assassinio è Vipsanio, padre di Agrippa, che però si proclama innocente; Cicerone annuncia anche che il successore designato da Cesare è Antonio. Ottaviano, nipote di Cesare e amico di Agrippa, si rifiuta di credere che l'integerrimo Vipsanio sia colpevole, e decide di investigare. Intanto Agrippa, ricevuta la notizia della morte di Cesare, ordina ai suoi uomini di tornare a Roma.
Ottaviano incontra Pansa, la spia più fidata di Cesare, e con il suo aiuto si intrufola nel Senato, dove Mecenate, segretario di Antonio, propone che, anziché giustiziare Vipsanio, sia organizzato un torneo di gladiatori, il cui vincitore sarà libero di giustiziare o risparmiare il condannato. Antonio approva l'idea, a patto che Vipsania, moglie di Vipsanio e madre di Agrippa, venga immediatamente giustiziata. Agrippa torna a Roma in tempo per l'esecuzione, presieduta da Decio Bruto: tenta di salvare sua madre, ma la donna viene pugnalata alle spalle da Bruto, che sconfigge poi Agrippa in combattimento. Prima che Agrippa venga ucciso, lui e Ottaviano vengono salvati da una misteriosa gladiatrice: la donna, di nome Claudia, propone ad Agrippa di unirsi ai gladiatori allenati dal suo fratellastro Sesto, per potersi iscrivere al torneo e tentare così di salvare Vipsanio. Agrippa accetta; nel frattempo, Ottaviano indagherà sul Cesaricidio.
Mentre Agrippa supera le varie fasi del torneo, Ottaviano inizia a seguire il protetto di Cicerone, Marco Bruto, credendo che sia lui il "Bruto" a cui si rivolgeva Cesare in punto di morte. Nel frattempo, Sesto riceve la visita di Iris e Charmian, due misteriose odalische al servizio di una potente regina; le due ordinano a Sesto di assassinare qualcuno: Sesto accetta, in cambio di aiuto per i suoi piani.
Mentre indaga, Ottaviano trova Cicerone in punto di morte dopo essere stato pugnalato; prima di spirare, il senatore gli rivela che Vipsanio è innocente: a uccidere Cesare è stato un gruppo di cospiratori di cui fa parte anche Marco; tuttavia il vero assassino è "un altro Bruto". Ottaviano corre allora al Senato, scoprendo che c'è stata una mattanza: Marco, sopravvissuto ma sconvolto, gli dice che "l'altro Bruto" sta uccidendo i membri della cospirazione, rifiutandosi però di rivelare la sua identità.
Dopo aver sconfitto tutti gli avversari, Agrippa arriva alla finale del torneo, che si tiene al Colosseo. Claudia rivela ad Agrippa che Sesto è in realtà il figlio di Pompeo, ucciso in battaglia da Cesare: egli progetta di assassinare Ottaviano, l'unico parente di Cesare ancora in vita, in modo da vendicarsi e conquistare Roma. Sesto infatti scompare all'improvviso insieme a numerosi gladiatori. Nel frattempo, Ottaviano trova un appunto scritto da Cesare, e apprende che Antonio non era il successore da lui prescelto: poco dopo Sesto tenta di ucciderlo, ma riesce a fuggire grazie all'intervento di Claudia, che aveva scoperto l'accordo del fratellastro con Iris e Charmian. Ottaviano assiste poi all'assassinio di Marco da parte di Decio: è questi l'"altro Bruto". In quel momento irrompe Mecenate, che fa arrestare Ottaviano.
Nel duello finale del torneo Agrippa affronta Decio, ma il combattimento interrotto da Mecenate che annuncia il ritorno di Cesare: il senatore spiega che l'imperatore aveva inscenato il proprio assassinio poiché sapeva della cospirazione, e rivela che l'omicidio era stato compiuto da Decio, non da Vipsanio. Lo stesso Cesare si rivolge ad Antonio e lo accusa di essersi autoproclamato erede: tempo prima, Iris e Charmian avevano infatti rivelato il nome del vero successore ad Antonio, il quale aveva deciso di vendicarsi. Antonio ammette la sua colpevolezza; in quel momento Mecenate rivela che Cesare è davvero morto, e l'uomo che hanno davanti è Ottaviano, il suo reale successore. Furioso, Antonio ordina a Decio di uccidere Ottaviano e tutti i presenti, ma Agrippa affronta e uccide Decio. Antonio decide dunque di sfidare personalmente Agrippa, ma viene sconfitto e arrestato; grazie all'intervento di Sesto e dei suoi fedeli, tuttavia, Antonio riesce a fuggire. Agrippa e Claudia si dirigono ad Ostia per affrontare Sesto: Agrippa lo sconfigge, implorandolo però di arrendersi. Antonio attacca il porto a tradimento, e Sesto si sacrifica per salvare Claudia. Ottaviano, divenuto imperatore, riabilita Agrippa.
Antonio, tuttavia, continua a tramare per la conquista di Roma: radunato un esercito, sfida i soldati di Ottaviano in una battaglia navale, durante la quale Agrippa lo affronta e lo sconfigge definitivamente. Prima di gettarsi in mare, Antonio maledice i vincitori. Tornati a Roma, Agrippa, Ottaviano e Claudia piangono Sesto. Claudia lascia Roma, ma promette di rimanere all'erta per ciò che accadrà in futuro; Agrippa le chiede di promettere che tornerà, ma lei non gli risponde. Ottaviano giura di adempiere al sogno di Cesare della Pax Romana, e Agrippa promette di aiutarlo in ogni modo possibile.
Nell'epilogo, le voci fuori campo di Iris e Charmian affermano che è ora di dire alla loro signora che è stata raggiunta "la fine dell'inizio".

## Modalità di gioco
Il gioco si divide principalmente in due parti ben distinte (tre se consideriamo le corse con le bighe), sia dal personaggio giocabile che dallo stile di gioco. Quella principale, in cui si interpreta Agrippa prima centurione al fronte e poi gladiatore a Roma, è composto unicamente da combattimenti, e lo scopo primario è vincere tutte le arene che vengono presentate in modi più o meno complicati che comunque implicano l'uccisione degli avversari. La seconda parte, in cui si interpreta il giovane Ottaviano amico di Agrippa e nipote di Cesare, è di tipo più marcatamente stealth: Ottaviano è infatti visto come una spia che tenta di risolvere il mistero della morte di Cesare visitando luoghi segreti e proibiti di Roma. Lo scopo principale di questa parte è accumulare più informazioni possibili attraversando percorsi senza mai farsi vedere da guardie o altri eventuali nemici.
Quando si impersona Agrippa è possibile usare diverse armi, quelle a una mano (come spade e mazze) oppure a due mani (come alabarde o magli) e con alcune di esse sarà possibile amputare gli arti o le teste degli avversari e usare gli arti stessi come armi, oppure dividerli letteralmente in due (solo con le armi a due mani) o spappolandogli letteralmente la testa, rendendo il gioco ricco di violenza cruda e azione. Nei panni del giovane Ottaviano, invece, sarà possibile usare vari trucchetti per stendere le guardie o i senatori, rubargli i vestiti e spacciarsi per loro, potendo così accedere senza troppa fatica ad aree proibite ai civili. Sarà inoltre possibile comprare vari oggetti (con le monete che si potranno raccogliere in vari posti) e decorare la propria stanza.

## Personaggi
- Agrippa: inizialmente centurione dell'esercito romano, Agrippa diviene un gladiatore per vincere il torneo e salvare la vita del padre Vipsanio, ingiustamente accusato dell'assassinio di Giulio Cesare. Combatte anche spinto dal desiderio di vendicare la madre, assassinata a causa della congiura dei cesaricidi.
- Ottaviano: amico di Agrippa e desideroso di scoprire la verità sulla morte di Cesare, Ottaviano indaga sul suo assassinio nella speranza di far luce sull'identità dell'omicida e dimostrare l'innocenza di Vipsanio, padre di Agrippa. Inizialmente catturato da Mecenate, metterà poi a punto un piano per smascherare il colpevole.
- Antonio: salito al potere dopo la morte di Cesare, Antonio aveva promesso di governare rettamente con dignità. Si scoprirà poi che dietro l'assassinio del vecchio imperatore si cela proprio lui, che quando viene a conoscenza della scelta di Cesare di proclamare Ottaviano suo successore, sentendosi oltraggiato ordisce il complotto. È certamente l'avversario più formidabile del gioco, più forte sia di Decio che di Sesto.
- Claudia: una delle più grandi gladiatrici che Roma abbia mai conosciuto. Si dimostra amichevole con Agrippa salvandogli la vita e lo aiuta nella sua missione di liberazione del padre.
- Sesto: fratello di Claudia, allena Agrippa in vista del torneo dei gladiatori, sottoponendolo a varie prove. Sebbene sembri voler aiutare l'ex generale romano, in realtà Sesto è figlio di Pompeo e alleato di Antonio. Sarà lui infatti a salvare la vita di Antonio durante uno scontro con Agrippa.
- Mecenate: filantropo e sostenitore delle arti a Roma, Mecenate arresta Ottaviano durante le indagini di quest'ultimo, salvo poi aiutarlo e far sì che venga riconosciuto come degno successore al trono dai senatori e dal popolo.
- Decio: generale romano coinvolto anch'egli nella congiura per uccidere Cesare. Uccide la madre di Agrippa e per questo si sconterà più volte con lui, andando, infine, incontro alla morte.
- Giulio Cesare: considerato il primo imperatore di Roma, viene assassinato mentre si reca a una riunione del Senato. In seguito si scoprirà che al centro della congiura che l'ha ucciso c'è Antonio e che uno dei congiurati è suo figlio Bruto.

## Armi

### Armi primarie
Si tratta delle armi principali che si usano con una mano; alcune di esse sono potenti mentre altre sono molto taglienti e agili. Le armi primarie usabili nel gioco sono:
- Gladio: la classica arma dell'esercito romano, veloce e facile da maneggiare, efficace contro i nemici se usata alla perfezione, non è in grado di tagliare gli arti delle persone ma comunque provoca gravi danni. Equipaggiando quest'arma con uno scudo diventa più efficace. Oltre al gladio normale c'è anche un altro gladio, chiamato gladio potente, che ha le stesse funzioni del gladio normale ma provoca danni maggiori.
- Scimitarra: un'arma simile al gladio, ma poco più grande, con la punta ricurva e soprattutto più devastante. Come il gladio è veloce e facile da manovrare ma con la differenza che, se un attacco è caricato al massimo, può amputare gli arti dei nemici; però, se usata contro avversari ben protetti può risultare fragile e depotenziata. Anche quest'arma è molto efficace se equipaggiata con uno scudo. Oltre alla scimitarra normale c'è anche la scimitarra potente, con le stesse caratteristiche della prima, ma molto più tagliente e potente.
- Mazza: un'arma lenta ma efficace se, caricata al massimo, si colpisce gli avversari. Si tratta di un'arma contundente con la punta grande e pesante, ma comunque si può equipaggiare con uno scudo per renderla più efficace, se usata contro i nemici deboli o storditi e in grado di spappolargli letteralmente la testa. La versione più potente di quest'arma è la mazza grande, con una potenza maggiore ma più lenta.
- Mazza chiodata: un'arma molto efficace, si tratta di una palla spinata attaccata ad una catena molto simile ad un mazzafrusto, molto efficace nei combattimenti non troppo ravvicinati e sui nemici storditi o deboli, che è in grado di spappolargli la testa, se caricato un attacco al massimo. Può colpire in tutte le direzioni ed è molto efficace equipaggiata con uno scudo. La versione più potente di quest'arma è La catena da guerra che, a differenza della mazza chiodata, ha la punta spinosa infuocata e quindi è molto più potente.

### Armi secondarie
Si tratta di armi a una mano da usare come equipaggiamento per le armi primarie, rendendole più efficaci. Esse sono:
- Scudi: sicuramente perfetti per equipaggiare le armi primarie, rendendo più forte attacco e difesa; inoltre, durante la parata, ogni attacco contro di Agrippa è inutile (a parte le mosse spacca-elmo). Oltre a difendersi con gli scudi, è anche possibile attaccare in combinazione con le armi primarie per eseguire delle combo devastanti. Vi sono tanti tipi di scudi: nelle battaglie tra gladiatori si usano solo lo scudo Parma e lo scudo Spinato, il più potente, mentre nelle parti non da gladiatore ci sono altri tipi di scudi.
- Daga: è un'arma molto piccola e, anche se non è potente, è molto veloce e se usata in combinazione con le armi primarie, può rendersi molto efficace. Se ci si trova dietro un nemico stordito, è anche possibile sgozzarlo con la daga.
- Torcia: come equipaggiamento non è molto efficace, però può stordire i nemici se usata contro di loro. Se inoltre i nemici sono cosparsi d'olio quest'arma è molto efficace per incendiarli.
- Fionda: è un'arma a medio raggio, è può lanciare le pietre per stordire gli avversari. Vi sono anche le versioni avanzate, chiamate fionde ad olio, dove è possibile lanciarne su un nemico per cospargerlo d'olio. È molto lenta a lanciare, ma rimane molto efficace se si colpisce gli avversari con essa.
- Arco: come la fionda, l'arco è un'arma da usare a distanza, con la differenza che si può usare a lungo raggio e centrare i nemici in pieno. Oltre all'arco normale è presente anche l'arco di fuoco, il quale può lanciare frecce infuocate che, oltre ad essere più potenti, incendiano nemici cosparsi d'olio.
- Barili: non sono armi da equipaggiamento ma comunque servono per lanciarli contro gli avversari. Ci sono anche i barili pieni d'olio che, lanciati contro i nemici, possono cospargerli d'olio, rendendoli quindi incendiabili. Si prendono a due mani e non è possibile parare quando lo si hanno in mano.
- Rocce: come i barili, non sono armi da equipaggiamento ma si può prenderle con due mani e lanciarle sui nemici che, se colpiti, rimarranno disarmati e storditi. Le rocce possono essere usate anche come munizioni per la catapulta.

### Armi a due mani
Le armi a due mani sono le armi più potenti del gioco, con una forza devastante. Le armi secondarie sono:
- Alabarda: una delle armi più potenti del gioco. Si tratta di un'enorme ascia con il manico più lungo. È molto pesante da manovrare e quindi le difese non sono molto alte, ma se colpendo un nemico con quest'arma è in grado non solo di spazzarlo via e di amputargli le braccia, ma è anche in grado di tagliarlo a metà se in fin di vita o stordito. Con essa è possibile eseguire delle combo secondarie devastanti ed ha un raggio d'azione molto ampio. È presente anche la versione più potente dell'alabarda, e cioè l'alabarda grande, molto più potente, più grande e più tagliente.
- Maglio: un'altra arma pesante, di poco più devastante dell'alabarda. Si tratta di un lungo bastone con un'enorme palla spinosa sulla punta; è molto pesante, quindi gli attacchi sono lenti, ma se colpito un nemico con essa, è in grado di provocargli gravissimi danni e se usato contro un nemico stordito o in fin di vita, è in grado di spaccargli la testa. Se usato l'attacco secondario è possibile, invece, spezzare le braccia o il collo dei nemici. Anche quest'arma ha un raggio d'azione molto ampio. La sua versione più potente e il maglio grande, con la palla spinosa molto più grande e con una potenza maggiore.
- Lancia: si tratta di un enorme bastone con la punta appuntita. Molto efficace per gli attacchi sia ravvicinati che da lontano, è l'arma a due mani più leggera e veloce da usare. Se usata per infilzare un nemico, è possibile sollevarlo e gettarlo all'indietro. La versione più potente della lancia è la lancia di Apollo con ben tre lame nella punta e con una lunghezza e potenza maggiore.
- Magnus: l'arma più potente e devastante di tutto il gioco. Si tratta di un enorme e temibile spadone lungo e pesante come un uomo con una potenza a dir poco inimmaginabile. Non lascia alcuno scampo al nemico, in quanto è possibile infatti amputargli braccia e testa, tagliarlo in due con un colpo ben assestato, efficace per rompere elmi e armature dei nemici, ed anche eseguire varie combo letteralmente devastanti. Antonio nei suoi due incontri in cui affronterà Agrippa userà due versioni potenziate di quest'arma, una spada completamente dorata, tripuntuta con l'immagine di una Dea vicino all'estremità e, nella battaglia finale, una molto più grande e rettangolare, quest'ultima inoltre è indistruttibile.

### Armi delle bighe
Durante le corse con le bighe al Circo Massimo è possibile ottenere armi dagli schiavi nella pista. Possono essere usate per uccidere gli altri corridori.
- Ascia: l'arma in dotazione a tutti i corridori, essa è un'arma di media gittata e potenza, disponibile dall'inizio della corsa.
- Tridente: una lunga lancia con tre punte che può essere rubata da uno schiavo, come arma ha una lunga gittata, ma infligge pochi danni.
- Frusta: una frusta in cuoio estremamente dura, si tratta dell'arma più potente nelle corse, ma anche quella con minor gittata.

## Oggetti
Durante le battaglie è possibile anche usare degli oggetti che hanno diversi effetti:
- Cibo: con esso è possibile ricaricare la propria barra di energia quando ne avete persa in combattimento. Mentre Agrippa mangia, rimane vulnerabile, e basta un colpo del nemico per togliere di mano il cibo ad Agrippa. Tre sono i diversi tipi di cibo: il pane ricarica la salute di 5 unità, il formaggio la ricarica di 7 unità, e la carne la ricarica di 8 unità.
- Elmi: ottimi strumenti di difesa, in quanto ogni colpo che infliggeranno ad Agrippa ridurranno i danni al minimo. Ci sono molti elmi differenti, ognuno con il suo livello di difesa.
- Rose: spesso, quando Agrippa incita la folla, può ottenere in cambio una rosa, che non si può di certo usare come arma, ma se si rimanda al pubblico è possibile ottenere armi potenti dal pubblico stesso.

## Critica e accoglienza
| Testata                          | Giudizio |
| -------------------------------- | -------- |
| Metacritic (media al 30-01-2020) | 75/100   |
| Edge                             | 7/10     |
| EGM                              | 7.17/10  |
| Eurogamer                        | 6/10     |
| Famitsū                          | 33/40    |
| Game Informer                    | 8.5/10   |
| Game Revolution                  | C        |
| GamePro                          | [ 8 ]    |
| GameSpot                         | 8.2/10   |
| GameSpy                          | [ 9 ]    |
| GameZone                         | 7.5/10   |
| IGN                              | 7.6/10   |
| Official PlayStation Magazine    | [ 11 ]   |
| Detroit Free Press               | [ 12 ]   |
| The Times                        | [ 13 ]   |

Il gioco ha ricevuto un'accoglienza generalmente positiva.
Gamesurf ha dato a Shadow of Rome un voto pari a 7.5/10, lodando la difficoltà ben calibrata, le ottime ambientazioni e l'alternanza fra sezioni di azione e sezioni stealth. Uniche pecche sono state l'intelligenza artificiale dei nemici non sempre all'altezza e la mancanza di innovazioni nei due generi da cui attinge.
Everyeye.it, da parte sua, chiude la propria recensione con un 7.5/10, sottolineando come il gioco presenti dei difetti che limitano la perfezione del titolo. Le ambientazioni sono splendide, ma la linearità del gameplay ne impedisce un'esplorazione adeguata, i personaggi sono sviluppati molto bene, ma hanno poche azioni a disposizione e non possono esprimersi a dovere. In sostanza il prodotto è in grado di offrire una buona esperienza ludica "per poi, al termine, svanire nella catasta delle possibilità inespresse".
La rivista Play Generation lo classificò come il quarto titolo con l'avventura più antica tra quelli disponibili su PlayStation 2.